# Diecezja Manchesteru (anglikańska)
Diecezja Manchesteru (ang. Diocese of Manchester) – diecezja Kościoła Anglii w metropolii Yorku, obejmująca większość obszaru hrabstwa Wielki Manchester, a także małe fragmenty hrabstw Lancashire i Cheshire. Powstała 1 września 1847 roku na terytorium należącym wcześniej do diecezji Chester. 

## Biskupi
stan na 19 lutego 2018:
- biskup diecezjalny: David Walker (z tytułem biskupa Manchesteru)[2]
- biskupi pomocniczy:
  - Mark Davies (z tytułem biskupa Middleton)[3]
  - Mark Ashcroft (z tytułem biskupa Boltonu)[4]